# Sinomelecta oreina
Sinomelecta oreina (лат.) — вид пчёл из трибы Melectini семейства Apidae, единственный в составе монотипического рода Sinomelecta. Эндемик восточного Тибета (Дасюэшань, Сино-Тибетские горы, Китай). Пчёлы-кукушки, предположительно, паразитирующие на других видах пчёл, собирающих пыльцу и нектар. Вид был описан в 1997 году энтомологом Дональдом Бейкером (Donald B. Baker; 1922—2004) по самцу и самке, собранным примерно в 1900 году и с тех пор более 100 лет не обнаруживаемый. Длина тела 9—11 мм. Общая окраска чёрная с отдельными беловатыми волосками. Голова у самца уже груди и мельче (длина — 2,75 мм, ширина — 3,15 мм), чем у самки (длина — 2,8 мм, ширина — 3,3 мм). Усики 12-члениковые и у самцов и у самок. Скапус небольшой, примерно в 3 раза длиннее своей максимальной ширины. Клипеус сильно выступающий. Передние крылья с двумя субмаргинальными ячейками (третья ячейка 1rs-m редуцирована).